# 血連環
《血連環》為諸葛青雲作品，1968年真善美出版。中國大陸是中原農民出版社，以代筆者司馬紫煙的《鐵血紅妝》掛名。該書故事新穎，結構嚴謹，語言流暢，使人一入目便難釋手，確為一部很值一讀的武俠名著。智冠研發的電腦遊戲《武俠群英傳》是以此書為遊戲主線劇情。

## 故事大綱
古墓穴中，毒心人屠呼延相對著青年俠土司空遠誠心懺悔，告知他父母死于自己等六大高手的圍攻之下，而幕後操縱這一陰謀的則是羅刹教主江夫人。呼延相為了謝罪，當著司空遠之面服毒自殺。司空遠對這位毒心人屠的懺悔行為深表敬佩，震塌古墓，掩埋了呼延相，踏上了為父母報仇之路。他正感孤單時，遇上了無相追魂宇文奇，宇文奇熱心幫他尋魔窟，報深仇，鬥羅刹一龍，涵青樓脫困，闖天欲下院等，司空遠為救一風塵女子而陷身觀音十八洞，三位奇俠亦于洞中失蹤。宇文奇為救司空遠，怒闖觀音十八洞，掌斃羅刹三香主，神技驚走毒彌勒法尊，毒死虎牙天王班三勝，為 探取羅刹教機密而投入天欲宮。司空遠練成神功重新入世，同幾位武林奇俠一道與羅刹教數次交手後，他們終於發現宇文奇就是呼延相，也是殺奔司空遠父母的真正兇手，而羅刹聖母則是司空遠的母親。一場鬥智鬥勇較計較力的搏鬥層層展開。

## 人物

### 主要人物
- 司空遠：一代大侠司空玉奇之子。當世第一的年輕髙手。
- 宇文奇：「無相追魂」，一直幫助司空遠。見識廣博，武功精深，更極為機智。精於用毒、易容，其真實身份是？
- 方家琪：司空遠的情人。跟苦因庵主獨臂神尼學藝。

### 次要人物
- 江夫人：羅刹教的教主。
- 龍不凡：「羅刹一龍」，江夫人的愛徒，自詡為當世第一。
- 郭石：「東海潛漁」，武林七老之一。
- 時大千：「妙手書生」，當世第一神偷，武林四大怪物之一。
- 歐陽玨：「九全秀士」，武林三凶之一，當世武林中的邪派第一高人。

## 目錄
一 幻滅了三次希望
二 金風玉露之約
三 精巧的三層水閣
四 為誰辛苦為誰忙
五 荒草離離的寺院
六 早已曲終人散
七 捷逾鬼魅的黑影
八 慎防金筆莫近紅花
九 白髮駝背老人
十 利用釣線把那魚兒纏起
十一 孤鳳墳前的風流好戲
十二 雁蕩山觀音十八洞
十三 突然佈滿了無形屏障
十四 神秘的羅刹聖母
十五 一粒黑色藥丸
十六 宇內三凶
十七 虎牙天王遭難
十八 變成兩隻鐵籠烤豬
十九 神秘人獨闖天欲宮
二十 煉魂台前五馬分屍
二十一 苦練金剛三訣
二十二 知己知彼以克敵
二十三 武林至寶血連環
二十四 司空遠身世之謎
二十五 歐陽玨猝然一擊
二十六 露出了狐狸尾巴
二十七 群惡相殘共滅亡